# Gångås
Gångås är ett äldre namn på en väderkvarns vingaxel, det vill säga den vågrätt liggande axel som vingarna sitter på.

## Källa
Svenska Akademiens ordbok – SAOB 